# Patermufiusz (Artiemichin)
Patermufiusz, imię świeckie Piotr Artiemichin (ur. 28 lipca 1952 w Kirsie, zm. 22 października 2024 w Moskwie) – duchowny Rosyjskiej Prawosławnej Cerkwi Staroobrzędowej, od 2014 biskup irkucki i zabajkalski.  Chirotonię biskupią otrzymał 25 kwietnia 2010. Do 2014 sprawował urząd biskupa irkucko-amurskiego i całego Dalekiego Wschodu.